# Brittney Page
Brittney Page (* 4. Februar 1984 in Kelowna) ist eine kanadische Volleyballspielerin.

## Karriere
Page begann ihre Karriere an der W.L. Seaton Secondary School in Vernon. Von 2002 bis 2007 studierte sie an der Eastern Washington University und spielte im Universitätsteam der Eagles. Nach ihrem Studium spielte sie in Spanien bei Córdoba Casajur. 2008 wechselte die Diagonalangreiferin zum österreichischen Verein Eisenerz/Trofaiach Volleyball. 2009 debütierte sie in der kanadischen Nationalmannschaft. In der folgenden Saison spielte Page wieder in Spanien bei CV Las Palmas. 2010 nahm sie mit der Nationalmannschaft an der Weltmeisterschaft in Japan teil, bei der die Kanadierinnen allerdings in der Vorrunde ausschieden. In der Saison 2011/12 stand Page in Schweden bei Sollentuna VK unter Vertrag. Anschließend wechselte sie zum Brüsseler Verein Barbar d'X-Elles. Im Februar 2014 wurde die Diagonalangreiferin vom deutschen Bundesligisten SC Potsdam verpflichtet. 2014 spielte sie als Kapitänin mit der Nationalmannschaft in Italien zum zweiten Mal bei einer WM und schied erneut in der Vorrunde aus. In der Saison 2014/15 spielte Page in China an der Universität Sichuan.